# Dialetos do catalão

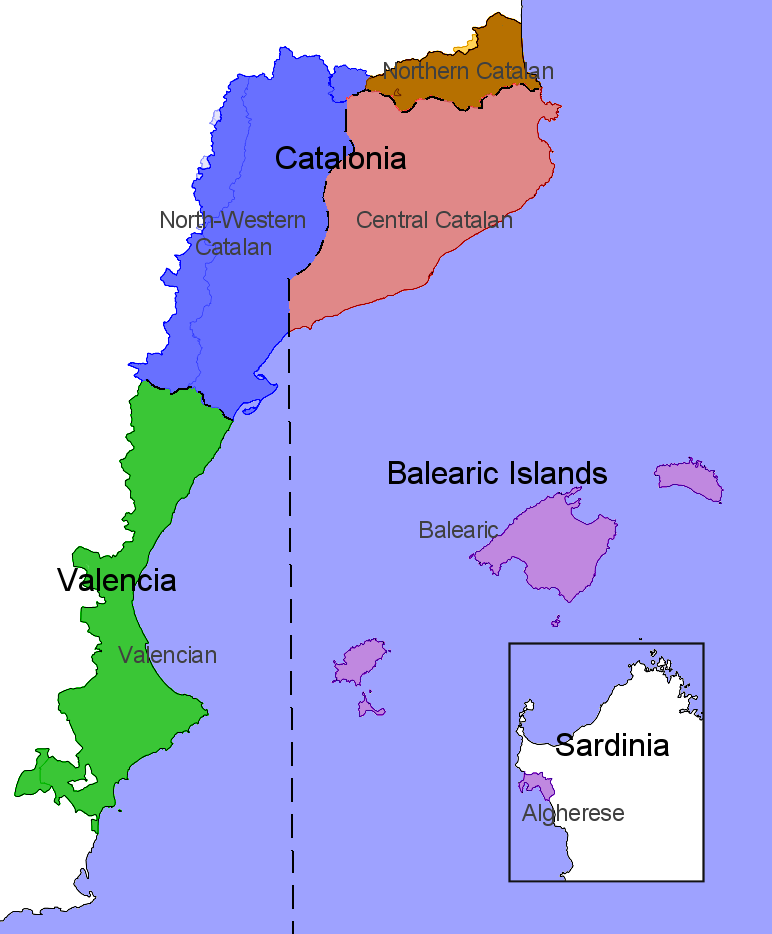
Principais dialetos catalães

Os dialetos da língua catalã têm relativa uniformidade comparados com outras línguas romances, em termos de vocabulário, semântica, sintaxe, morfologia e fonologia. A inteligibilidade mútua entre os dialetos é alta, com estimativas variando entre 90% e 95%. A única exceção é o isolado dialeto alguerês.

## Classificação
As principais classificações são:
| Block   | Catalão ocidental                                                 | Catalão ocidental                | Catalão oriental                                                  | Catalão oriental | Catalão oriental        | Catalão oriental |
| Dialeto | Norte-ocidental                                                   | Valenciano                       | Central                                                           | Baleárico        | Setentrional/Rosselonês | Alguerês         |
| Area    | Espanha, Andorra                                                  | Espanha                          | Espanha                                                           | Espanha          | França                  | Itália           |
| Area    | Andorra, Provinces of Lérida, oeste de Tarragona, Faixa de Aragão | Comunidade Valenciana, El Carche | Provinces of Barcelona, leste de Tarragona, maior parte de Girona | Ilhas Baleares   | Rossilhão               | Alghero          |